# Be-Bop-Highschool
Be-Bop-Highschool (jap. ビー・バップ・ハイスクール) ist eine Mangaserie des japanischen Mangazeichners Kazuhiro Kiuchi, die von 1983 bis 2003 in Japan veröffentlicht wurde. Die Serie wurde unter anderem in Form von sechs Filmen, zwei Original Video Animations und einem weiteren Manga adaptiert.

## Inhalt
Die Handlung von Manga und Anime dreht sich um die beiden Oberschüler Hiroshi Katō und Toru Nakama. Die beiden suchen stets Streit und eine Abwechslung im tristen Schulalltag. Sie spotten über den Rektor und haben es auf hübsche Mädchen abgesehen. Leicht zu erkennen sind sie an ihren Schmalztollen.

## Veröffentlichung
Der Manga erschien von 1983 bis 2003 im Manga-Magazin Young Magazine des Verlags Kodansha. Dieser veröffentlichte die Kapitel auch in 48 Sammelbänden.
1990 erschien ein Ableger, der von Memeoka Manhiru gezeichnet wurde. Unter dem Titel Be-Bop Kaizokuban wurden von Kodansha sechs Bände veröffentlicht.

## Adaptionen

### Realfilme
Von 1985 bis 1988 wurden zur Serie sechs Realfilme produziert. 1994 folgte ein weiterer Film. 2004 und 2005 wurde von TBS außerdem eine Fernsehserie auf Basis des Mangas ausgestrahlt.

### Animes
In den 1990er Jahren wurden zwei OVA-Serien mit drei bzw. sieben Folgen produziert, beide von Toei Animation. Die drei Folgen von Be-Bop Kaizokuban wurden von 22. März 1991 bis 25. Juni 1993 veröffentlicht.
Von Be-Bop-Highschool erschien die erste Folge am 26. Januar 1990, die letzte am 21. März 1995. Regie bei den jeweils 45 Minuten langen Folgen führten Hiroyuki Kakudō und Toshihiko Arisako. Für Charakterdesign und künstlerische Leitung war Junichi Hayama verantwortlich. Die Musik komponierte Ginjiro Ito.

#### Synchronisation
| Rolle            | Japanischer Sprecher (Seiyū) |
| ---------------- | ---------------------------- |
| Hiroshi Katō     | Masaya Onosaka               |
| Toru Nakama      | Fumihiko Tachiki             |
| Ayako Miharayama | Yukari Hishizu               |

### Videospiel
1988 wurde von Data East ein Spiel mit dem Titel Be-Bop High School: Koukousei Gokuraku Densetsu (ビーバップハイスクール高校生極楽伝説, Gokuraku legendary high school Bi-Bappu Hai Sukuru) für den Nintendo Family Computer veröffentlicht.